# Батринчук Марія
Марія Батринчук (псевдо:«Казка»; 26 серпня 1925, с. Озеряни, тепер Борщівська міська громада, Тернопільська область – 26 червня 1946, с. Долина, тепер Теребовлянська міська громада, Тернопільська область) – діячка ОУН та УПА. Лицарка Срібного хреста заслуги УПА.

## Життєпис
Освіта – середня: закінчила Чортківську гімназію (1944). 
Членкиня Юнацтва ОУН із 1941 року, провідниця звена, а відтак інструкторка у гімназійному класі. Зі встановленням радянської адміністрації працювала в аптеці. 
У червні 1944 року перейшла на нелегальне становище та влилася в лави збройного підпілля ОУН. Референтка УЧХ Гусятинського районного (ІІ пол. 1944), а згодом Теребовлянського надрайонного (1945–1946) проводів ОУН. Водночас виконувала обов’язки надрайонного виховника Юнацтва ОУН, входила до Теребовлянського (Копичинецького) надрайонного осередку пропаганди (осінь 1945 – 06.1946). 
Загинула під час облави.

## Нагороди
- Відзначена Срібним хрестом заслуги УПА (6.06.1948).